# Ист Бенд (Северна Каролина)
Ист Бенд (енгл. East Bend) град је у америчкој савезној држави Северна Каролина.

## Демографија
По попису из 2010. године број становника је 612, што је 47 (-7,1%) становника мање него 2000. године.
| Група             | 2000.       | 2010.       |
| Белци             | 580 (88,0%) | 566 (92,5%) |
| Афроамериканци    | 8 (1,2%)    | 8 (1,3%)    |
| Азијати           | 1 (0,2%)    | 0 (0,0%)    |
| Хиспаноамериканци | 56 (8,5%)   | 30 (4,9%)   |
| Укупно            | 659         | 612         |